# Motocyklowe Grand Prix Chin 2008
Wyścigi o Motocyklowe Grand Prix Chin 2008 odbyły się 4 maja 2008 na torze Shanghai International Circuit. Była to czwarta edycja zawodów o wielką nagrodę Chin oraz czwarta eliminacja Motocyklowych Mistrzostw Świata w 2008 roku.

## Przebieg kwalifikacji

### 125 cm³
Zawodnicy klasy 125 cm³ jako pierwsi rozpoczęli kwalifikacje do głównego wyścigu. W piątkowej sesji kwalifikacyjnej najlepszy okazał się Stefan Bradl. Niemiec na początku uzyskał dobry czas i wyszedł na prowadzenie, jednak z czasem stracił je, a następnie znajdował się coraz niżej w rankingu. Kilka minut przed końcem sesji poprawił swój najlepszy czas dający mu drugie miejsce. Ostatecznie przejechał jeszcze jedno okrążenie, które dało mu zwycięstwo w pierwszej sesji.
Drugi, sobotni, dzień kwalifikacyjny wygrał Bradley Smith, który dzień wcześniej był drugi, ale tym razem był najlepszy i zdobył pole position. Anglik na początku sesji zaliczył szybkie okrążenie po czym nie osiągał najlepszych czasów. Pod koniec sesji, gdy wyniki największych rywali były porównywalne do Smitha ten poprawił swój czas. Smith zdobył trzeci raz w tym sezonie pole position.
Pierwsza linia startowa
| Lp. | Zawodnik       | Czas     | Strata       |
| --- | -------------- | -------- | ------------ |
| 1.  | Bradley Smith  | 2’12.364 |              |
| 2.  | Nicolas Terol  | 2'12.392 | + 0.028 sek. |
| 3.  | Mike di Meglio | 2'12.905 | + 0.541 sek. |
| 4.  | Gábor Talmácsi | 2'13.012 | + 0.648 sek. |

### 250 cm³
Zdecydowanym zwycięzcą kwalifikacji w kategorii 250 cm³ został Alvaro Bautista, który przez większość czasu sesji piątkowej oraz przez cała sesję sobotnia górował zdecydowanie nad pozostałymi zawodnikami. Bautista jako jedyny uzyskał czas poniżej 2 minut i 4 sekund. W większości czołówka nie zmieniła się z porównaniu do piątkowego przejazdu. Dopiero w ostatnich minutach w czołówce zaczęły się przetasowania, jednak tylko kilku zawodników poprawiło swój czas.
Pierwsza linia startowa
| Lp. | Zawodnik        | Czas     | Strata       |
| --- | --------------- | -------- | ------------ |
| 1.  | Alvaro Bautista | 2’04.882 |              |
| 2.  | Hector Barbera  | 2'05.317 | + 0.435 sek. |
| 3.  | Mika Kallio     | 2'05.402 | + 0.520 sek. |
| 4.  | Julian Simon    | 2'05.648 | + 0.769 sek. |

### MotoGp
| Pierwsza linia startowa Colin Edwards 1’58.139 Valentino Rossi 1'58.494 Casey Stoner 1'58.591 Jorge Lorenzo 1'58.711 | Po upadku w pierwszym wolnym treningu nadeszły obawy o tym, iż w kwalifikacjach, a zatem również w wyścigu głównym nie wystartuje lider mistrzostw Jorge Lorenzo. Zawodnik po upadku został przewieziony do szpitala, gdzie wykryto złamanie kostki u prawej nogi oraz rozcięcie lewego kolana. W Szanghaju dobrze zaczął się prezentować Casey Stoner. Australijczyk po dwóch słabszych startach ponownie znalazł się w górnej części tabeli wyników czasów. Zwycięzcą kwalifikacji okazał się Amerykanin Colin Edwards, który w ostatnich minutach kwalifikacji wyprzedził Rossiego oraz Stonera. Edward uzyskał pole position po raz trzeci w karierze. Lorenzo ostatecznie wystartował w kwalifikacjach i zajął wysokie, jak na jego sytuację zdrowotną, czwarte miejsce. |

## Wyścigi
Grand Prix Chin w klasie 125 cm³
Początek: 12:00 (czas miejscowy) / 6:00 (CET)

Uczestników: 34 (dojechało 19)

Nawierzchnia: mokra

Pogoda: pochmurno, mocny wiatr
| \| \| Zawodnik \| Drużyna \| Czas \| \| -- \| ---------------- \| ------- \| ---------------- \| \| 1 \| Andrea Iannone \| Aprilia \| 46 min. 02,275 s \| \| 2 \| Mike di Meglio \| Derbi \| +3.355 s \| \| 3 \| Gábor Talmácsi \| Aprilia \| +3.451 s \| \| 4 \| Pol Espargaró \| Derbi \| +14.028 s \| \| 5 \| Stefan Bradl \| Aprilia \| +23.853 s \| \| 6 \| Joan Olivé \| Derbi \| +31.962 s \| \| 7 \| Michael Ranseder \| Aprilia \| +33.758 s \| \| 8 \| Nicolas Terol \| Aprilia \| +34.696 s \| \| 9 \| Raffaele De Rosa \| KTM \| +34.838 s \| \| 10 \| Efren Vazquez \| Aprilia \| +41.011 s \| \| 11 \| Esteve Rabat \| KTM \| +41.139 s \| \| 12 \| Marc Marquez \| KTM \| +43.677 s \| | Od początku wyścigu na prowadzenie wysunęło się trzech zawodników: zwycięzca kwalifikacji Bradley Smith, obrońca tytułu mistrzostw świata Gábor Talmácsi oraz Włoch Andrea Iannone. Kolejni zawodnicy wyjeżdżali poza tor lub zawodziły ich motocykle, a Węgier i Włoch wymieniali się pozycjami. Brytyjczyka doganiali powoli zawodnicy z niższych miejsc. Na kolejnym okrążeniu zawodnik z drużyny Polaris World wypadł z toru jazdy i nie ukończył wyścigu po raz drugi z rzędu w tym sezonie. Wśród zawodników, którzy nie ukończyli wyścigu byli też m.in. lider mistrzostw Simone Corsi na którego najechał jeden z zawodników. W środkowej części wyścigu problemy miał Talmácsi, który stracił drugie miejsce na rzecz Mike Di Meglio, jak się okazało później nie oddał jej do końca wyścigu, choć na ostatniej prostej Francuz miał niespełna 0,1 sekundy przewagi nad Węgrem. Andrea Iannone pewnie dojechał na pierwszym miejscu. |         |                  |
| | Zawodnik | Drużyna | Czas             |
| 1 | Andrea Iannone | Aprilia | 46 min. 02,275 s |
| 2 | Mike di Meglio | Derbi   | +3.355 s         |
| 3 | Gábor Talmácsi | Aprilia | +3.451 s         |
| 4 | Pol Espargaró | Derbi   | +14.028 s        |
| 5 | Stefan Bradl | Aprilia | +23.853 s        |
| 6 | Joan Olivé | Derbi   | +31.962 s        |
| 7 | Michael Ranseder | Aprilia | +33.758 s        |
| 8 | Nicolas Terol | Aprilia | +34.696 s        |
| 9 | Raffaele De Rosa | KTM     | +34.838 s        |
| 10 | Efren Vazquez | Aprilia | +41.011 s        |
| 11 | Esteve Rabat | KTM     | +41.139 s        |
| 12 | Marc Marquez | KTM     | +43.677 s        |

Grand Prix Chin w klasie 250 cm³
Początek: 13:15 (czas miejscowy) / 7:15 (CET)

Uczestników: 22 (dojechało 17)

Nawierzchnia: w większości mokra

Pogoda: pochmurno, mocny wiatr
| \| \| Zawodnik \| Drużyna \| Czas \| \| -- \| ------------------- \| ------- \| ---------------- \| \| 1 \| Mika Kallio \| KTM \| 48 min. 12,217 s \| \| 2 \| Hiroshi Aoyama \| KTM \| +3.238 s \| \| 3 \| Mattia Pasini \| Aprilia \| +13.811 s \| \| 4 \| Marco Simoncelli \| Gilera \| +14.028 s \| \| 5 \| Alex Debon \| Aprilia \| +21.066 s \| \| 6 \| Hector Barbera \| Aprilia \| +25.158 s \| \| 7 \| Yuki Takahashi \| Honda \| +29.900 s \| \| 8 \| Ratthapark Wilairot \| Honda \| +39.871 s \| \| 9 \| Aleix Espargaro \| Aprilia \| +48.344 s \| \| 10 \| Héctor Faubel \| Aprilia \| +55.470 s \| \| 11 \| Roberto Locatelli \| Gilera \| +55.832 s \| \| 12 \| Alvaro Bautista \| Aprilia \| +1'00.442 s \| | Wyścig w klasie 250 cm³ miał być zdominowany przez Alvaro Bautisty, jednak losy wyścigu były inne. Wyścig najlepiej zaczęli Hector Barbera i Marco Simoncelli. Tuż za nimi znajdowali się Julian Simon i Alvaro Bautista. Pomiędzy dwoma pierwszymi rozgrywała się walka o prowadzenie, a gdy lekko obaj się zderzyli wykorzystał to Bautista, który zajął pierwsze miejsce. Nie trwało ono długo, bo zaraz Barbera wyprzedził Hiszpana. W pierwszej części wyścigu nie było widać lidera MŚ Mika Kallio, jednak później zaczął piąć się w górę stawki, dzięki czemu Simoncelli wypadł z czołówki. W tym czasie Alvaro wyrobił sobie wyraźną przewagę. Nagle jednak zawodnik Aprilli przewrócił się. Jego motor znalazł się kilka metrów od niego. Zawodnik chciał jeszcze powrócić do wyścigu, ale nie mógł już liczyć o walkę o zwycięstwo. Po tym wydarzeniu do walki włączyli się dwaj Japończycy: Hiroshi Aoyama i Yuki Takahashi, którzy na trzy okrążenia przed końcem zajmowali drugie i trzecie miejsce za Mika Kallio, który objął prowadzenie. Na mecie najlepszy okazał się Fin, drugi był Aoyama. Trzeci okazał się Mattia Pasini, który wykorzystał kłopoty z maszyną Takahashiego na przedostatnim zakręcie. |         |                  |
| | Zawodnik | Drużyna | Czas             |
| 1 | Mika Kallio | KTM     | 48 min. 12,217 s |
| 2 | Hiroshi Aoyama | KTM     | +3.238 s         |
| 3 | Mattia Pasini | Aprilia | +13.811 s        |
| 4 | Marco Simoncelli | Gilera  | +14.028 s        |
| 5 | Alex Debon | Aprilia | +21.066 s        |
| 6 | Hector Barbera | Aprilia | +25.158 s        |
| 7 | Yuki Takahashi | Honda   | +29.900 s        |
| 8 | Ratthapark Wilairot | Honda   | +39.871 s        |
| 9 | Aleix Espargaro | Aprilia | +48.344 s        |
| 10 | Héctor Faubel | Aprilia | +55.470 s        |
| 11 | Roberto Locatelli | Gilera  | +55.832 s        |
| 12 | Alvaro Bautista | Aprilia | +1'00.442 s      |

Grand Prix Chin w klasie MotoGP
Początek: 15:00 (czas miejscowy)

Uczestników: 28 (dojechało 17)

Nawierzchnia: mokra/sucha

Pogoda: pochmurno, mocny wiatr
| \| \| Zawodnik \| Drużyna \| Czas \| \| -- \| ---------------- \| ------- \| --------------- \| \| 1 \| Valentino Rossi \| Yamaha \| 44min. 08,061 s \| \| 2 \| Daniel Pedrosa \| Honda \| +3.890 s \| \| 3 \| Casey Stoner \| Ducati \| +15.928 s \| \| 4 \| Jorge Lorenzo \| Yamaha \| +22.494 s \| \| 5 \| Marco Melandri \| Ducati \| +26.957 s \| \| 6 \| Nicky Hayden \| Honda \| +28.369 s \| \| 7 \| Colin Edwards \| Yamaha \| +29.780 s \| \| 8 \| Toni Elias \| Ducati \| +30.225 s \| \| 9 \| Loris Capirossi \| Suzuki \| +31.440 s \| \| 10 \| Shinya Nakano \| Honda \| +35.969 s \| \| 11 \| Andrea Dovizioso \| Honda \| +36.246 s \| \| 12 \| James Toseland \| Yamaha \| +43.191 s \| | Na początku wyścigu niedoceniany przez komentatorów Colin Edwards utrzymał prowadzenie i przez dwa okrążenia prowadził, po czym stracił przodownictwo na rzecz Caseya Stonera. Australijczyk po tym wydarzeniu szybko popełnił błąd i na czele znalazł się Daniel Pedrosa. Ten przez kilka okrążeń powoli powiększał przewagę nad rywalami. Spośród grupy pościgowej tylko Valentino Rossi spróbował zaatakować Hiszpana. Na trzecim miejscu nie zagrożenie jechał Stoner, a za nich toczyła się walka o kolejne miejsca. Kontuzjowany Lorenzo, któremu przed startem nie chciał się uruchomić motocykl walczył z Melandrim o czwarte miejsce, a o szóste walczyli dwaj reprezentanci Stanów Zjednoczonych Nicky Hayden oraz Colin Edwards ostatecznie lepszy okazał się ten pierwszy. Na mecie ostatecznie wygrał Rossi. Pedrosa pewny drugiego miejsce odpuścił walkę na dwa okrążenia przed metą. Był to ostatni wyścig z serii Motocyklowych Mistrzostw Świata w Szanghaju. Już wcześniej było wiadomo, iż w 2009 roku zawody się nie odbędą. Zdecydowały o tym najprawdopodobniej względy finansowe oraz popularność tego sportu w kraju środka. Wyścig obserwowało około 20 tysięcy osób, choć stadion jest bardziej pojemny. W zawodach nie uczestniczył żaden reprezentant gospodarz, nawet jako tzw. „dzika karta”, a wczesna godzina transmisji nie odpowiadała kibicom z Europy. |         |                 |
| | Zawodnik | Drużyna | Czas            |
| 1 | Valentino Rossi | Yamaha  | 44min. 08,061 s |
| 2 | Daniel Pedrosa | Honda   | +3.890 s        |
| 3 | Casey Stoner | Ducati  | +15.928 s       |
| 4 | Jorge Lorenzo | Yamaha  | +22.494 s       |
| 5 | Marco Melandri | Ducati  | +26.957 s       |
| 6 | Nicky Hayden | Honda   | +28.369 s       |
| 7 | Colin Edwards | Yamaha  | +29.780 s       |
| 8 | Toni Elias | Ducati  | +30.225 s       |
| 9 | Loris Capirossi | Suzuki  | +31.440 s       |
| 10 | Shinya Nakano | Honda   | +35.969 s       |
| 11 | Andrea Dovizioso | Honda   | +36.246 s       |
| 12 | James Toseland | Yamaha  | +43.191 s       |